# 紐約鎮區 (密蘇里州考德威爾縣)
紐約鎮區（英語：New York Township）是位於美國密蘇里州考德威爾縣的一個行政鎮區。

## 地方資料
紐約鎮區的面積為93.49平方千米，當中陸地面積為93.47平方千米，而水域面積為0.02平方千米。根據2020年美國人口普查的數據，當地共有人口183人，而人口密度為每平方千米1.96人。